# Hematozoar
Hematozoarul este un protozoar parazit care trăiește în hematii la om și în tubul digestiv al țânțarului anofel. Cele mai cunoscute exemple sunt paraziții care transmit malaria și trypanosoma, dar sunt cunoscute, de asemenea, un număr mare de specii care infectează păsările și sunt transmise de artropode.

## Hematozoare comune

### Trypanosoma brucei ssp.
Acest grup de paraziți protozoare include doi agenți patogeni care provoacă tripanosomiaza africană, Trypanosoma brucei gambiense și Trypanosoma brucei rhodesiense. Un al treilea agent patogen, specie identică din punct de vedere morfologic, Trypanosoma brucei brucei, infectează animalele sălbatice și domestice, dar nu-i îmbolnăvește pe oameni, pentru că este lizată de apolipoproetina L1 din fracțiunea de lipoproteină din serul uman.
Vectorul acestor protozoare este musca țețe (Glossina spp.)